# Sphaerodactylus storeyae
Sphaerodactylus storeyae är en ödleart som beskrevs av  Grant 1944. Sphaerodactylus storeyae ingår i släktet Sphaerodactylus och familjen geckoödlor. IUCN kategoriserar arten globalt som starkt hotad. Inga underarter finns listade i Catalogue of Life.